# Aegocera jordani
Aegocera jordani là một loài bướm đêm trong họ Noctuidae.